# هیوا عبدالرحمان رشول
هیوا عبدالرحمان رشول با نام خودمانی «تریپل-ایکس» (به انگلیسی: Triple-X) یا «XXX» که نگهبانان آمریکایی به او داده بودند نخستین بازداشتی ناشناسی بود که توسط سازمان‌های اطلاعاتی آمریکا در رسانه‌ها معرفی شد.
هیوا عبدالرحمان توسط نیروهای کرد در ژوئن یا ژوئیه ۲۰۰۳ (میلادی) در عراق دستگیر و به سازمان اطلاعات مرکزی ایالات متحده آمریکا (سیا) سپرده شد. او از سوی سازمان اطلاعات مرکزی آمریکا مظنون به همکاری با انصار الاسلام بود. هیوا عبدالرحمان پس از دستگیری به یکی از زندان‌های سازمان اطلاعات مرکزی در افغانستان برده شد.
در اکتبر ۲۰۰۳ جک گلداسمیت نماینده دفتر مشاوره حقوقی به آلبرتو گونزالس اعلام کرد که از هیوا عبدالرحمان بر پایه کنوانسیون ژنو پشتیبانی می‌شود و او بر پایه قانون باید به عراق بازگردانده شود.
در ۱۶ ژوئن ۲۰۰۴ (میلادی) وزیر دفاع ایالات متحده آمریکا دونالد رامسفلد اعلام کرد که به درخواست رئیس اطلاعات مرکزی جرج تنت، دستور زندانی کردن او بدون هیچ بزهی را داده‌است.
هیوا عبدالرحمان رشول «تریپل-ایکس» یا «XXX» نامیده شد؛ زیرا نام او از فهرست‌ها حذف شده بود. به گونه‌ای که حتی نگهبانان او نیز نام درست او را نمی‌دانستند. هنگامی که برخی اطلاعات دربارهٔ وضعیت زندانی بودن او به آگاهی مردم رسید، پیشنهاد شد که علت پنهان کردن نام او از فهرست‌ها برای هفت ماه و بدون هیچ بازجویی، این اعلام شود که "او در این مدت، گم شده بود". بنابراین برای اینکه بازجوها غیبت او را ثبت کنند یا نبود او فراموش نشود او را با XXX نشان می‌دادند.